# Edmundo Manzotti
Edmundo Manzotti, auch bekannt unter dem Spitznamen Pirulí (dt. Dauerlutscher), ist ein ehemaliger argentinischer Fußballspieler, der in den 1940er und 1950er Jahren für verschiedene mexikanische Vereine spielte und dreimal mexikanischer Fußballmeister wurde sowie viermal in Folge (1948 bis 1951) zum Kader der Mannschaft gehörte, die den mexikanischen Supercup gewann.

## Laufbahn
Manzotti kam vermutlich 1946 zum Club León, mit dem er in den Jahren 1948 und 1949 je zweimal den mexikanischen Meistertitel und den Supercup sowie 1949 zusätzlich auch noch den mexikanischen Pokalwettbewerb gewann.
1949 wechselte Manzotti zu Atlas Guadalajara, mit dem er 1950 seine „persönliche Pokalverteidigung“ feiern durfte und in der Saison 1950/51 ein weiteres Mal den mexikanischen Meistertitel gewann.
In der Saison 1953/54 stand Manzotti beim Puebla FC unter Vertrag.

## Erfolge
- Meisterschaft: 1948, 1949, 1951
- Pokalsieger: 1949, 1950
- Supercup: 1948, 1949, 1950, 1951